# Shishi yuzu
Espèce
Shishi yuzu est un agrume marginalement cultivé au Japon et en Corée. Il est peu consommé et doit sa survie comme son nom à son gros fruit bosselé qui peut évoquer une tête effrayante de lion (shishi) ou de démon.

## Dénomination
En japonais 獅子柚子（ししゆず) (shishi yuzu) n'est pas synonyme de 鬼柚子 (Oniyuzu) comme parfois mentionné, M. Shiraki (producteur à Kōchi) rapproche le premier de C. maxima alors que le second est bien un yuzu. 鬼 (Oni) est le fantôme, d'où l'autre nom du yuzu lion = yuzu démon.
En coréen, 사두감 (sadugam) synonyme 사자감 (sajagam) est cultivé à Jeju, 사자 (saja) signifie lion. Est cité le cultivar 獅頭柑 = mandarine à tête de lion. Le chinois 獅頭柑 (Shī tóu gān) a le même sens.
Nom binomial: Citrus pseudogulgul hort. ex Shirai. Gulgul (ou Khattà, Kumaon - citron éléphant, Khutta au Pendjab) est un gros agrume bosselé productif cultivé sur les collines de Hushiarpur et décrit par Aitchison (1869) comme «proche du cédrat ». Chez Hermann Zipple (1899) il est mentionné Citrus Khutta Bonavia même si Emanuel Bonavia en décrit plusieurs populations différentes: Gulgul doux, Gulgul aigre, Gulgul de Lahore à gros fruit sans précisions botaniques et le dessine comme un cédrat. Mitsutaro Shirai (1863-1932) fait du yuzu lion C. omikanto subf. pseudogulgul  = C. pseudogulgul.
Ne pas confondre avec guggul ou gugul nom de Commiphora wightii.
Cottin (1997) donne 5 noms d'espèce de C. pseudogulgul : Jaga taryu, Oyu, Yoa, Raiyu, Shishi-yuzu.

## Phylogénie, origines
Patrick Ollitrault et al. (1999) - qui le qualifient de Citrus non cultivé - l'associent à C. maxima. Sur la base du séquençage de leurs ADN, Yan-Lin Sun et al. (2015) divisent les agrumes sino-japonais cultivés et 2 groupes, dont un petit groupe de 4 espèces: C. benikoji, C. obovoidea, C. pseudogulgul, et C. limon avec un taux de GC nettement plus bas que les autres.
Fruitier.org évoque une hybridation entre C. medica et C. ichangensis. En Chine, il est cultivé depuis longtemps dans les zones montagneuses de la rivière Hanjianà dans le Xunyang, son introduction au Japon daterait de l'époque de Nara (VIIIe siècle) il y demeure de rares cultures dans les régions de Fukushima et de Kantō.
La description de la mandarine à tête de lion chinoise comme agrume sucré ne correspond par à celle de shishi yuzu japonais qui est aigre. Ce fruit est un produit local du village de Yaping, comté de Pingli, dans le Shaanxi (Chine centrale) où il aurait été l'objet d'une sélection.

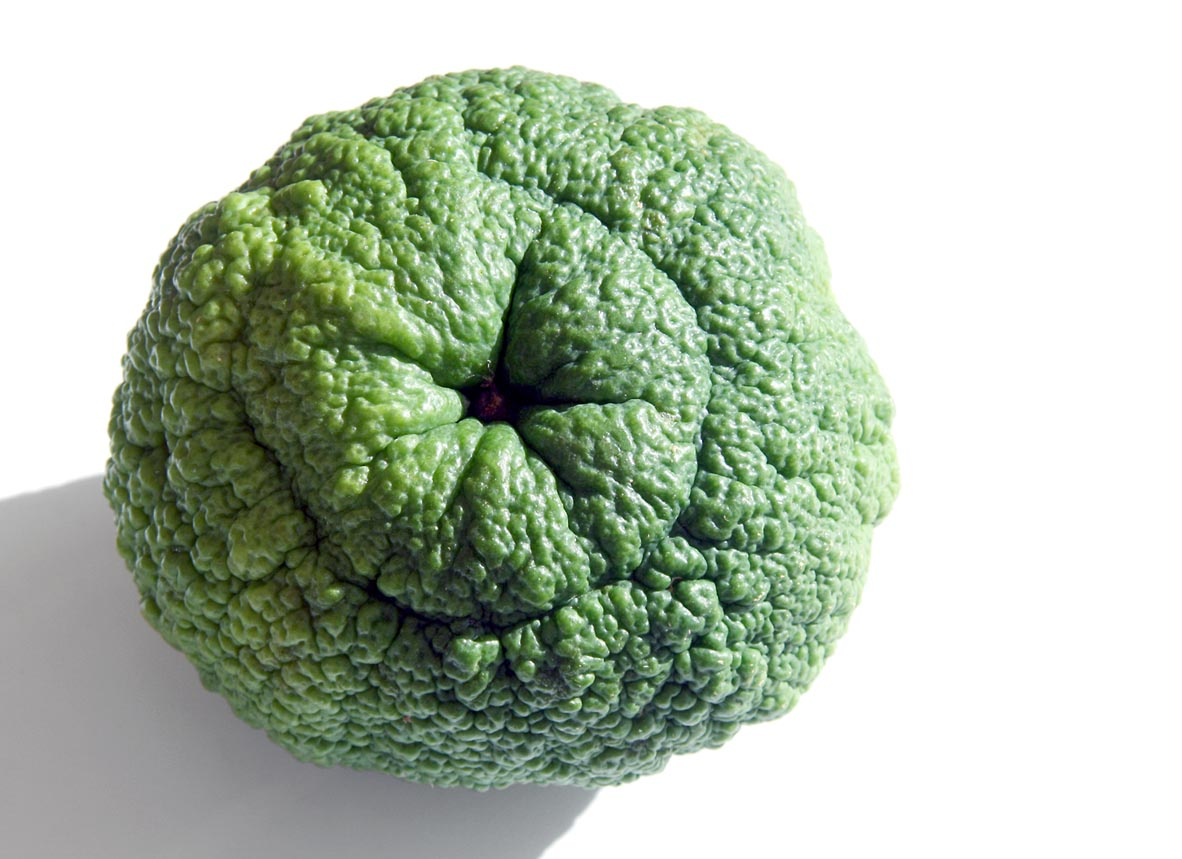
yuzu lion vert vu du bas

## Description
L'arbre est petit (2 à 4 m après une longue période de croissance lente). Le fruit de 10 à 20 cm de diamètre est boursoufflé et d'un aspect grumeleux, plissé et bosselé, jaune à maturité (novembre, décembre). La pulpe est sèche et manque de saveur, sans intérêt gustatif, il est rarement mangé cru (on en fait de la confiture, des écorces confites, etc.). Le zeste n'a qu'un parfum léger, moins puissant que celui du yuzu. Au Japon, il est utilisé dans le bain de fin d'année.
Il a la réputation de porter bonheur (il éloignerait les mauvais esprits) et porter chance, des shishi yuzu ont été déposés dans le sanctuaire Meiji-jingū dans les offrandes du Ninamesai (remerciement aux esprits pour la récolte abondante). Les fruits sont exposés dans les maisons pour les fêtes de fin d'année.
A cause de sa croissance lente et de la beauté de ses fruits il est utilisé comme bonzaï.

### Composés fonctionnels
Les analyses effectuées en Corée (2023) donnent des niveaux élevés de flavonoides (de 52,8 à 160 mg/g), l'hespéridine et la narirutine sont dominantes.